# تسریه (کرایوو)
تسریه (به صربی: Cerje) یک روستا در صربستان است که در کرالیفو واقع شده‌است. تسریه ۳۰٫۵۰ کیلومتر مربع مساحت و ۵۳۷ نفر جمعیت دارد و ۷۱۶ متر بالاتر از سطح دریا واقع شده‌است.